# Nature Valley Grand Prix (femminile)
Il Nature Valley Grand Prix è una corsa a tappe femminile di ciclismo su strada che si svolge annualmente in Minnesota, negli Stati Uniti. Fa parte del calendario nazionale statunitense con classificazione UCI 2.3.

## Albo d'oro

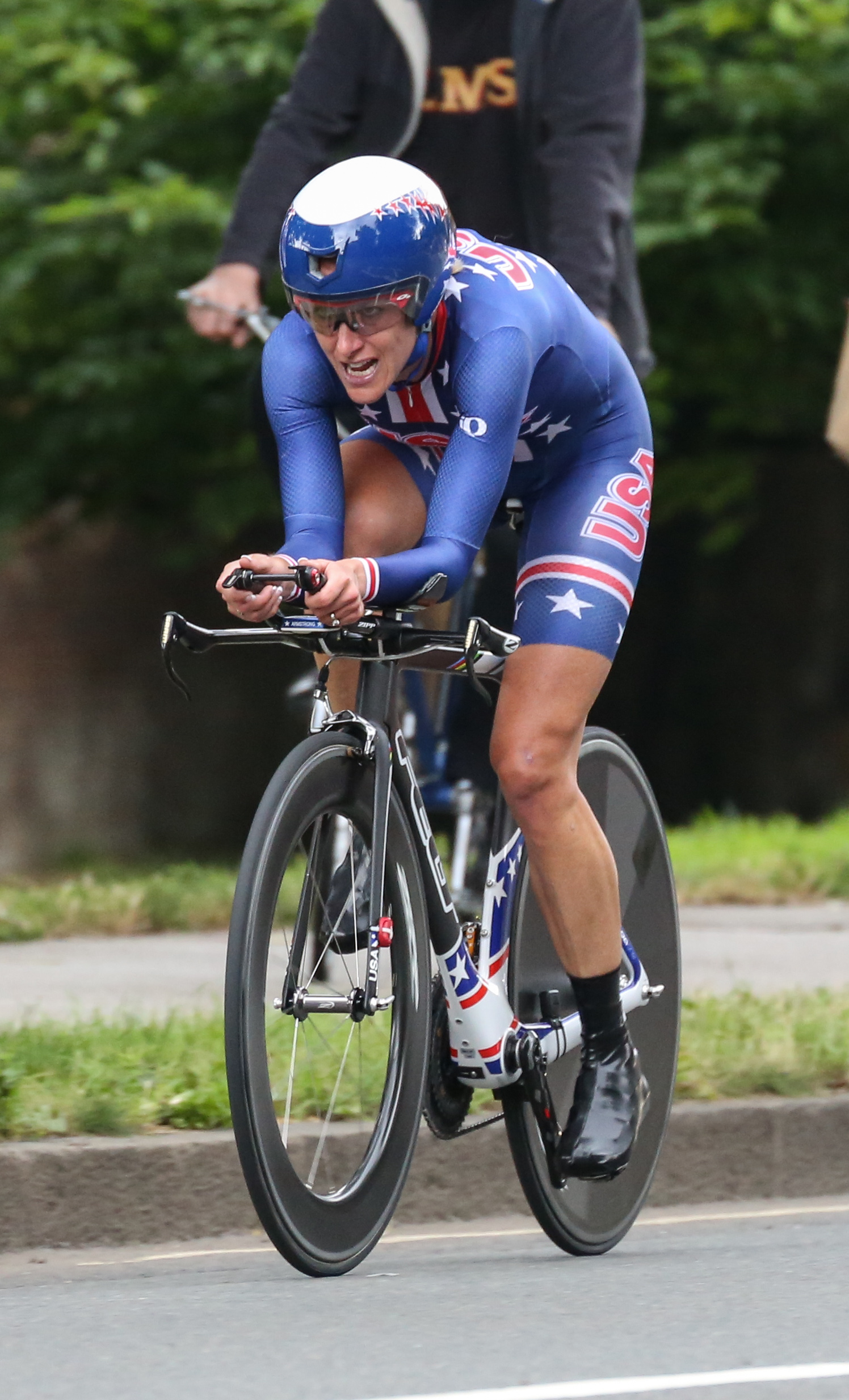
Kristin Amstrong, quattro volte vincitrice.

Aggiornato all'edizione 2013.
| Anno | Vincitrice            | Seconda              | Terza                 |
| ---- | --------------------- | -------------------- | --------------------- |
| 1999 | Odessa Gunn           |                      |                       |
| 2000 | Rebecca Quinn         |                      |                       |
| 2001 | Suzanne Sonye         |                      |                       |
| 2002 | Laura Van Gilder      | Kimberley Langton    | Teresa Moriarty       |
| 2003 | Katie Mactier         | Manon Jutras         | Karen Bockel          |
| 2004 | Lyne Bessette         | Katrina Grove-Berger | Annette Beutler       |
| 2005 | Christine Thorburn    | Tina Mayolo-Pic      | Kori Kelley-Seehafer  |
| 2006 | Kristin Armstrong     | Kori Kelley-Seehafer | Christine Thorburn    |
| 2007 | Kristin Armstrong     | Mara Abbott          | Alexandra Wrubleski   |
| 2008 | Kristin Armstrong     | Katherine Carroll    | Anne Samplonius       |
| 2009 | Kristin Armstrong     | Shelley Olds         | Alison Powers         |
| 2010 | Shelley Evans         | Evelyn Stevens       | Ruth Corset           |
| 2011 | Amber Neben           | Erinne Willock       | Kristin Armstrong     |
| 2012 | Carmen Small-McNellis | Emilia Fahlin        | Jade Wilcoxson        |
| 2013 | Shelley Olds          | Jade Wilcoxson       | Carmen Small-McNellis |